# Герб Гродненської області

герб Гродненської області

Герб Гродненської області затверджений указом Президента № 279 від 14 червня 2007. Являє собою французький щит, у червоному полі якого зображений золотий зубр. Герб вінчає велика золота міська корона. Щит обрамлений золотими дубовими гілками, перевитими Андріївською стрічкою блакитного кольору. В основу герба, був покладений історичний герб Гродненської губернії, отриманий в 1878 році по Указу російського імператора Олександра ІІ.